# Moonhaven (série télévisée)
Moonhaven est une série télévisée de science-fiction américaine en six épisodes d'environ 45 minutes créée par Peter Ocko et diffusée entre le 7 juillet et le 4 août 2022 sur le service AMC+,,.
La série réunit des acteurs tels que Dominic Monaghan, Emma McDonald, Kadeem Hardison, Amara Karan et Joe Manganiello.
En France, elle est diffusée sur Syfy à partir du 21 mars 2023. Elle sera ensuite proposée sur la plateforme Universal+. La série est inédite dans les autres pays francophones.

## Synopsis
La série met en scène des humains supervisés par une IA installés sur une partie de la Lune, chargés de développer les moyens techniques et culturels pour sauver une Terre ravagée. La première saison se développe autour d'un événement déterminant pour ce projet sur la Lune, appelé le Pont, lorsque les premières générations de Mooners, comme on appelle les membres de cette communauté, retourneront sur Terre pour enseigner aux Terriens le moyen de surmonter leur crise écologique et économique.

## Distribution

### Acteurs principaux
- Emma McDonald (VF : Déborah Claude) : Bella Sway
- Dominic Monaghan (VF : Vincent Ropion) : Paul Serno
- Joe Manganiello (VF : Arnaud Arbessier) : Tomm Schultz
- Amara Karan (VF : Anne Tilloy) : Indira Mare
- Ayelet Zurer (VF : Marie Zidi) : Maite Voss

### Acteurs récurrents
- Kadeem Hardison (VF : Nicolas Justamon) : Arlo
- Yazzmin Newell : Sonda Cruz

## Production

### Genèse et développement
En mars 2021, AMC Studios a ouvert une salle de rédaction pour Moonhaven de Peter Ocko, pour la production de matériel supplémentaire dans le cadre de son modèle de scénarios. Dep Spera a signé en tant que producteur exécutif. Le 11 mai 2021, la série a reçu le feu vert d'AMC,.
Le 28 juillet 2022, il a été rapporté que la série a été renouvelée pour une deuxième saison par AMC+,. Par contre le 3 décembre, AMC annule la série à la suite de coupures dans l'entreprise AMC Networks.

### Distribution des rôles
En juillet 2021, Dominic Monaghan a signé pour incarner le rôle principal de la série face à Joe Manganiello. Emma McDonald a été annoncée comme tête d'affiche de la série. Ayelet Zurer a également été annoncée dans un rôle clé,,,. Kadeem Hardison a été annoncé comme un acteur récurrent de la série avec Yazzmin Newell qui a également rejoint la distribution comme acteur récurrent en septembre 2021,.

### Tournage
La série est entièrement tournée en Irlande, notamment dans les comtés de Dublin, Wicklow et de Meath.

## Épisodes
1. La pilote (The Pilot)
2. L'enquêteur (The Detective)
3. L'émissaire (The Envoy)
4. Mada (Mada)
5. Le grand effroi (Dreadfeel)
6. La chercheuse (The Seeker)

## Accueil
L'agrégateur de critiques Rotten Tomatoes rapporte un taux d'approbation de 65 % basé sur 17 avis avec une notation moyenne de 5,7 ⁄10. Le consensus critique du site indique « la représentation de l'utopie de Moonhaven est souvent plus loufoque qu'harmonieuse, bien que les fans de science-fiction apprécieront probablement ce voyage sur la lune ». Metacritic, qui utilise une moyenne pondérée, a attribué une note de 74 sur 100 sur la base de 10 critiques, indiquant des « avis généralement favorables » .